# FIFA Street
FIFA Street är ett fotbollsspel utvecklat av EA Canada och distribuerat av Electronic Arts. FIFA Street är föregångaren till FIFA Street 2. Omslaget pryds av Ronaldinho.